# Sant’Andréa-di-Bozio
Sant’Andréa-di-Bozio (kors. Sant'Andrìa di Boziu) – miejscowość i gmina we Francji, w regionie Korsyka, w departamencie Górna Korsyka.
Według danych na rok 1990 gminę zamieszkiwały 63 osoby, a gęstość zaludnienia wynosiła 3 osoby/km².